# ویکتور دیک
ویکتور دیک (چکی: Viktor Dyk;تلفظ چکی: [ˈvɪktor ˈdɪk]; ۳۱ دسامبر ۱۸۷۷ – ۱۴ مهٔ ۱۹۳۱) یک سیاستمدار، شاعر ناسیونالیست، شطرنج‌باز، نویسنده، نمایشنامه‌نویس، روزنامه‌نگار و نویسنده سیاسی اهل جمهوری چک بود. وی در طول جنگ جهانی اول به دلیل مخالفت با امپراطوری اتریش-مجارستان به زندان افتاد. او یکی از امضا کنندگان مانیفست نویسندگان چک بود. دیک یک حزب سیاسی تأسیس کرد و وارد سیاست شد. وی در ۵۳ سالگی درگذشت. اشعار، نمایشنامه‌ها و نوشته‌های بسیاری از او به جا مانده‌است.

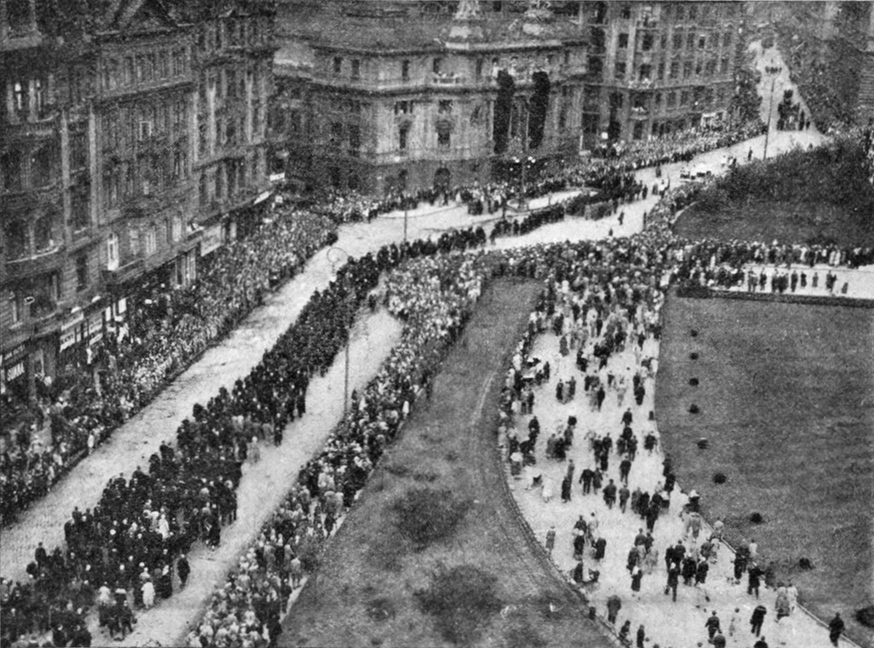
مراسم تشییع جنازه، ۱۹۳۱